# Lore-Bronner-Preis
Der Lore-Bronner-Preis ist ein Förderpreis für Darstellende Kunst des Bezirks Oberbayern. Er ist benannt nach der Münchner Theaterleiterin und Schauspielerin Lore Bronner (1906–2002).
Der Preis wurde von 1996 bis 2021 jährlich an junge, besonders talentierte Nachwuchsschauspieler mit Hauptwohnsitz in Oberbayern vergeben. Dazu gehörte eine finanzielle Zuwendung von jeweils 3.000 € und ein Engagement am Theater in Weilheim zu den Weilheimer Festspielen. Bis zum Jahr 2021 wurden insgesamt 50 Preisträger ausgezeichnet.

## Preisträger
- 1996: Thomas Peters / Julia Urban
- 1997: Sylvia Krautz / Stephan Zinner
- 1998: Ulrike Aberle (nun: Ulrike Dostal) / Renee Kloninger
- 1999: Sabine Krappweis (nun: Sabine Lorenz) / Neshe Özdemir (nun: Neshe Demir)
- 2000: Kerstin Becke / Steffi Himmelsbach
- 2001: Jens Atzorn / Olivera Ljubinkovic (nun: Olivera Lukas)
- 2002: Judith Mirjam Bopp / Judith Toth
- 2003: Peter Kollmann / Andreas Haun
- 2004: Kathryn Rohweder / Paul Steinbach
- 2005: Friederike Lohrer / Florian Fisch
- 2006: Christina Hoffmann (nun: Tina Schmiedel) / Christina Meling
- 2007: Katharina Friedl / Nathalie Seitz
- 2008: Kim Bilobrk / Johannes Clauss
- 2009: Sophie Sörensen / Werner Michael Dammann
- 2010: Paula Binder / Mathias Kupczyk
- 2011: Nadine Schneider / Guido Drell / Katherine Brand
- 2012: Christian Mancin / Anna März
- 2013: Johannes Bauer
- 2014: Johanna Mensing / Stefan Voglhuber
- 2015: Anna Katharina Fleck / Vanessa Eckart
- 2016: Daniel Wittmann
- 2017: Anuschka Tochtermann / Rosalie Schlagheck / Lisa Fertner
- 2018: Julia Angeli / Teresa Sperling
- 2019: Patricia Ivanauskas / Markus Beisl
- 2020: kein Wettbewerb / keine Verleihung wegen der COVID-19-Pandemie[1]
- 2021: Augusta Belóka / Carolin Steinegger (nun: Caro Stein)